# Ácido cromotrópico
Ácido cromotrópico ou ácido 4,5-diidroxinaftaleno-2,7-dissulfônico, é um composto orgânico de fórmula (HO)2C10H4(SO3H)2, um derivado do naftaleno dissulfonado e diidroxilado, sendo pois, também um naftalenodiol, no caso, um derivado do 1,8-diidroxinaftaleno ou 1,8-naftalenodiol.
É comercializado e usado em síntese orgânica na forma de seu sal de sódio dihidrato, de fórmula linear (HO)2C10H4(SO3Na)2·2H2O, massa molecular 400,29, classificado com o número CAS 5808-22-0, número EC 204-972-9, número MDL MFCD00150612 e CBNumber CB0496621. Este sal apresenta um ponto de fusão acima de 300 °C, é uma substância irritante, apresenta-se como um sólido esbranquiçado estável, sendo incompatível com oxidantes fortes, ácidos fortes, cloretos de ácido, anidridos de ácidos e é sensível à luz.

## Usos
É intermediário na síntese de diversos corantes.
A utilidade deste reagente na determinação quantitativa é a formação de uma coloração vermelha (com um pico a um comprimento de onda de 580 nm) quando o ácido cromotrópico em ácido sulfúrico aquoso a 75% reage com formaldeído. A coloração é específica para este aldeído e não é produzida a partir de outras espécies orgânicas tais como: cetonas e ácidos carboxílicos.
Pode ser usado como um reagente na determinação quantitativa do herbicida sistêmico ácido 2,4-diclorofenoxiacético.

### Corantes diazo baseados neste ácido
Dois corantes são formados por acoplamento diazoico com este ácido. O cromotrópico 2R, que faz parte da coloração de Gomori, é formado pelo acoplamento com a anilina diazotada, e o cromotrópico 6B pelo acoplamento com a p-Aminoacetanilida diazotada.

Anilina
Cromotrópio 2R
p-Aminoacetanilida
Cromotrópio 6B